# Nationaal Open Strokeplay 2013

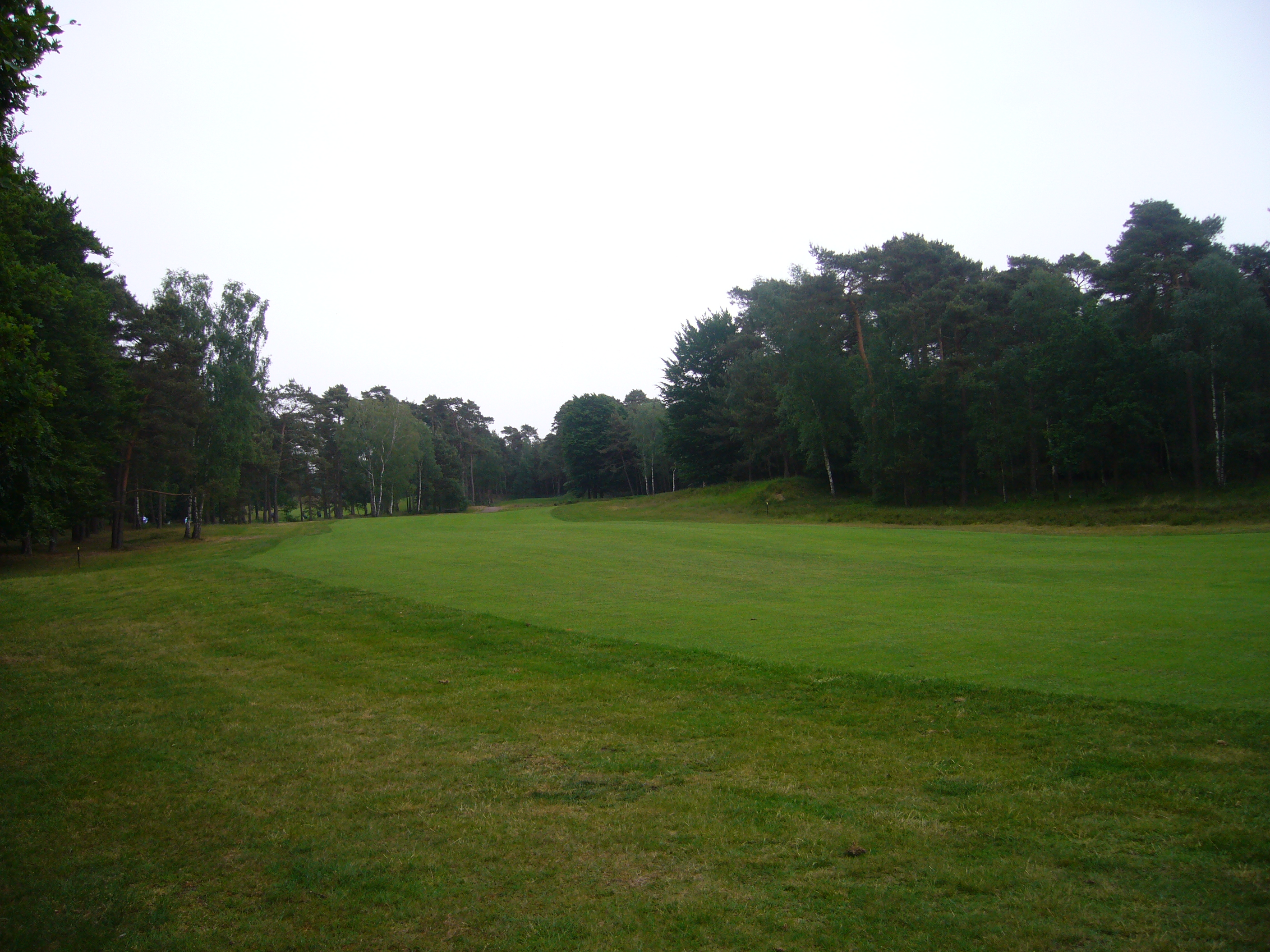
18de hole

Het Nationaal Open van 2013 werd van woensdag 14 tot en met zaterdag 17 augustus gespeeld op de Rosendaelsche Golfclub.
Het toernooi bestond uit 72 holes strokeplay; er is een cut na 36 holes. Bij de heren doen 58 professionals mee en 40 amateurs, die maximaal handicap 5.9 mogen hebben. Bij de dames doen 33 speelsters mee, waarbij de 21 amateurs maximaal handicap 8.0 mogen hebben.
Inder van Weerelt en Dewi Weber werden Nederlands kampioen strokeplay.

## De baan
De Rosendaelsche is een van de oudste golfbanen van Nederland. Het is een bosbaan op de rand van de Veluwe, waar het KLM Open in 1984 door Bernhard Langer werd gewonnen en het Ladies Open in 1988 door Marie-Laure de Lorenzi. 
Het Nationaal Open werd er al een paar keer gespeeld, onder meer in 1995, 1997, 2005 en 2008.

## Verslag
De par van de baan is 71.

### Ronde 1
De omstandigheden waren perfect om goed te scoren. Mooi weer, niet te warm, geen wind, geen regen en een baan die er mooi bijlag. De eerste speler die met een score onder par binnenkwam, was Edward de Jong met 70. In de partij achter hem speelde Floris de Haas, die een ronde van 68 maakte. Hoewel Ralph Miller met een bogey begon stond hij na negen holes met −4 aan de leiding, Robbie van West stond op dat moment na zes holes al op −3 en haalde hem op hole 9 in. Hij bleef aan de leiding en eindigde met een score van 65. Hij had 9 birdies gemaakt.
Na de ochtendronde stonden 10 spelers onder par: 5 pro's en 5 amateurs.

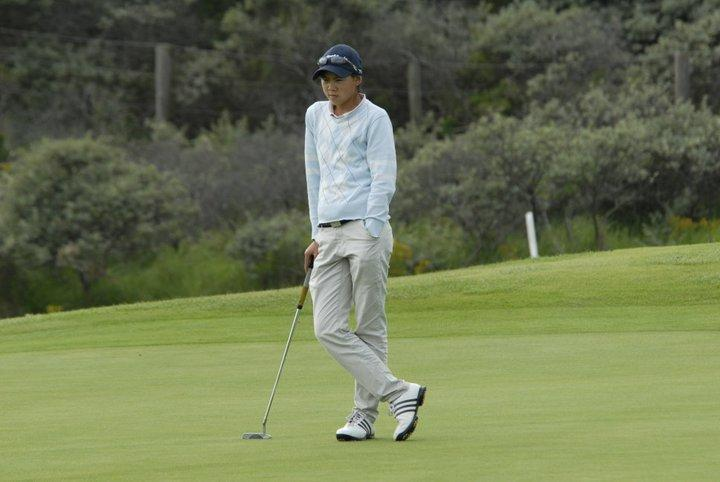
Zhen Bontan

De eerste ronde van de dames startte om 13:00 uur op hole 10. De 16-jarige Roos Haarman, die in juni het NK t/m 18 jaar won, was urenlang de enige speelster die onder par speelde maar na twaalf holes ging het mis en verloor ze vier slagen in drie holes. Zhen Bontan, die in 2011 het Lochems Open won, kwam net als Haarman, binnen met 73. Myrte Eikenaar, die in juni het NK dames won, stond toen op +1 maar moest nog zes holes spelen. Ook zij verloor nog enkele slagen. Mette Hageman was met +3 de beste pro.
De middagronde van de heren startte om 13:00 uur op hole 1. In de top-10 bij de heren was aan het einde van de middag een nieuwe naam toegevoegd: Lars van Meijel. Hij maakte ook een ronde van 65.
- Scores van de heren
- Scores van de dames

### Ronde 2
De dames sloegen vanaf 8 uur af op hole 1, terwijl de heren 's ochtends op hole 10 afsloegen. De rest van de heren sloeg na 13:00 uur af vanaf hole 1 en 10. De weersomstandigheden waren wat moeilijker, en was meer wind en 's middags was er wat regen. 's Ochtends speelde niemand onder par, 's middags maakte Inder van Weerelt  een ronde van 66 en steeg naar de 2de plaats. Er waren vijf spelers met 70. Robbie van West bleef aan de leiding.

### Ronde 3
Bij de dames mochten 17 speelsters door naar het weekend, bij de heren 54.
Na negen holes stonden Floris de Haas, Reinier Saxton,  Tessa de Bruijn en Myrte Eikenaar ieder op 32 (−3), Myrte stonden daarna aan de leiding. Inder van Weerelt speelde de eerste negen holes in 31 slagen en stond na hole 5 al aan de leiding. Van Weerelt en Robbie van West stonden na negen holes beiden op −12, terwijl nummer 3, Rowin Caron, op −6 stond. 
Inder bleef aan de leiding en was de enige speler die geen enkele bogey maakte.
Tessa de Bruijn was de eerste speelster die dit toernooi een score onder par binnenbracht, maar daarna kwamen Myrte Eikenaar en Dewi Weber ook onder par binnen. Daar bleef het bij. Dewi bleef daarna aan de leiding.
- Scores ronde 3 heren en ronde 3 dames

### Ronde 4

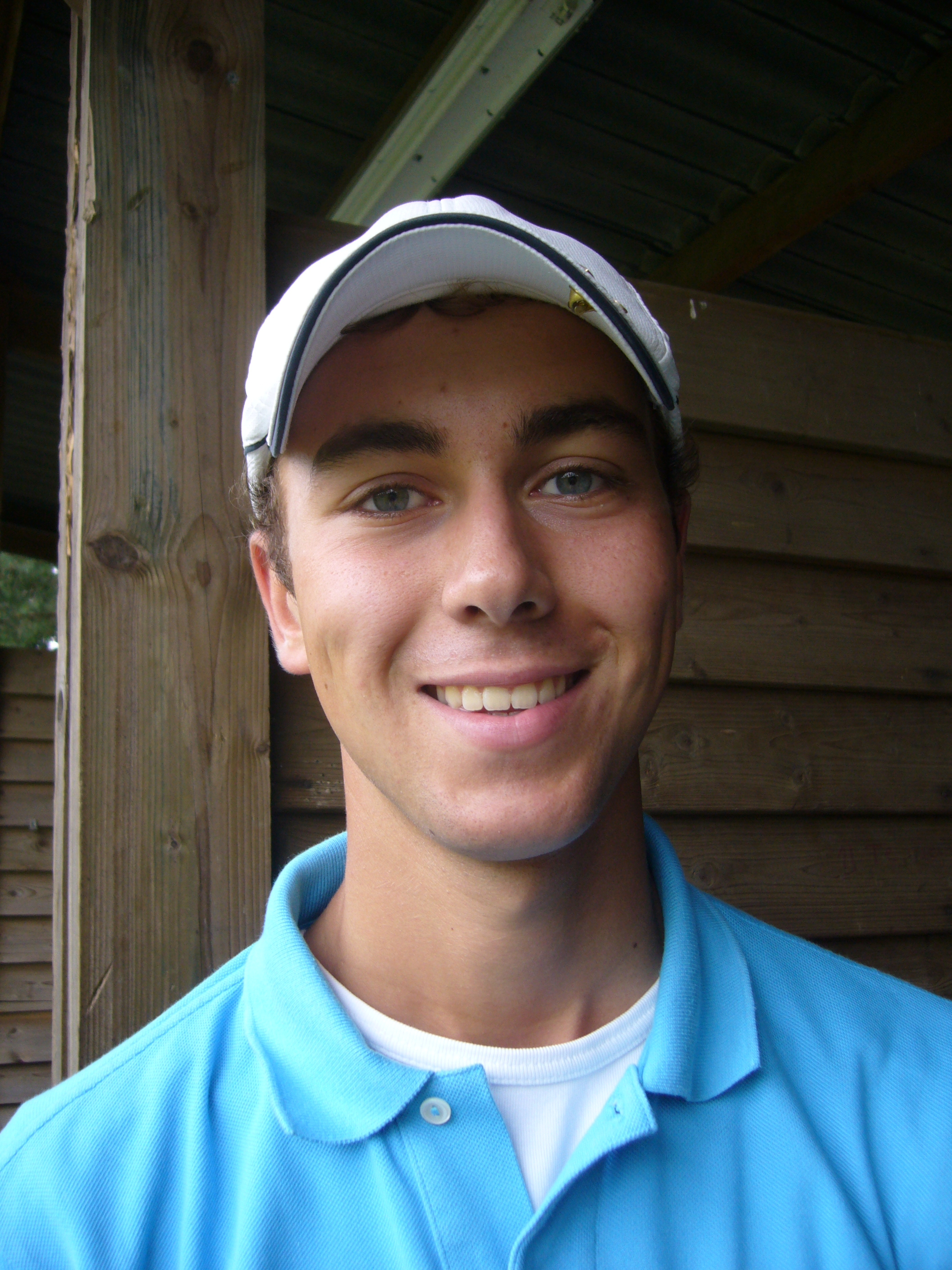
Robbie v. West

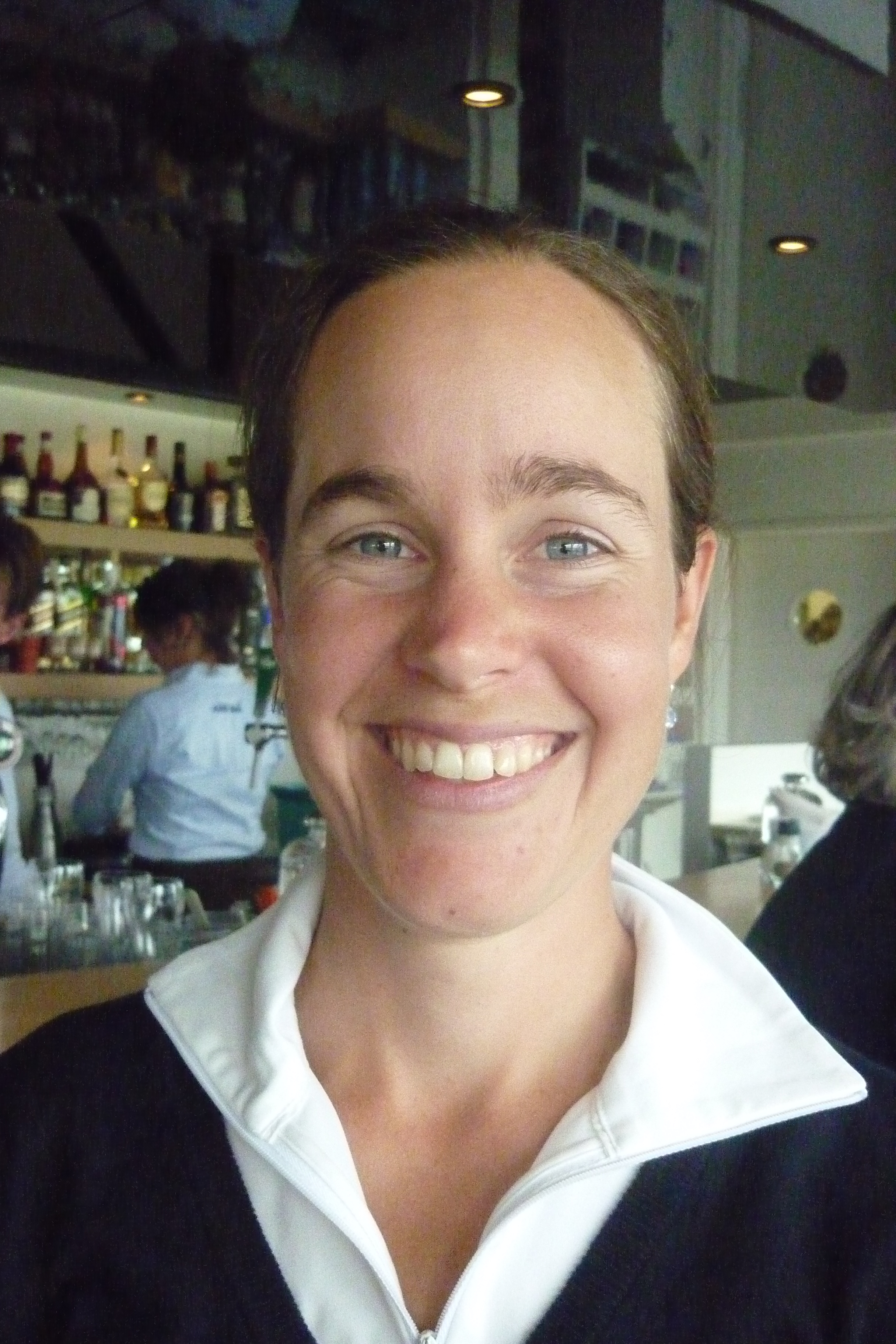
Myrte Eikenaar

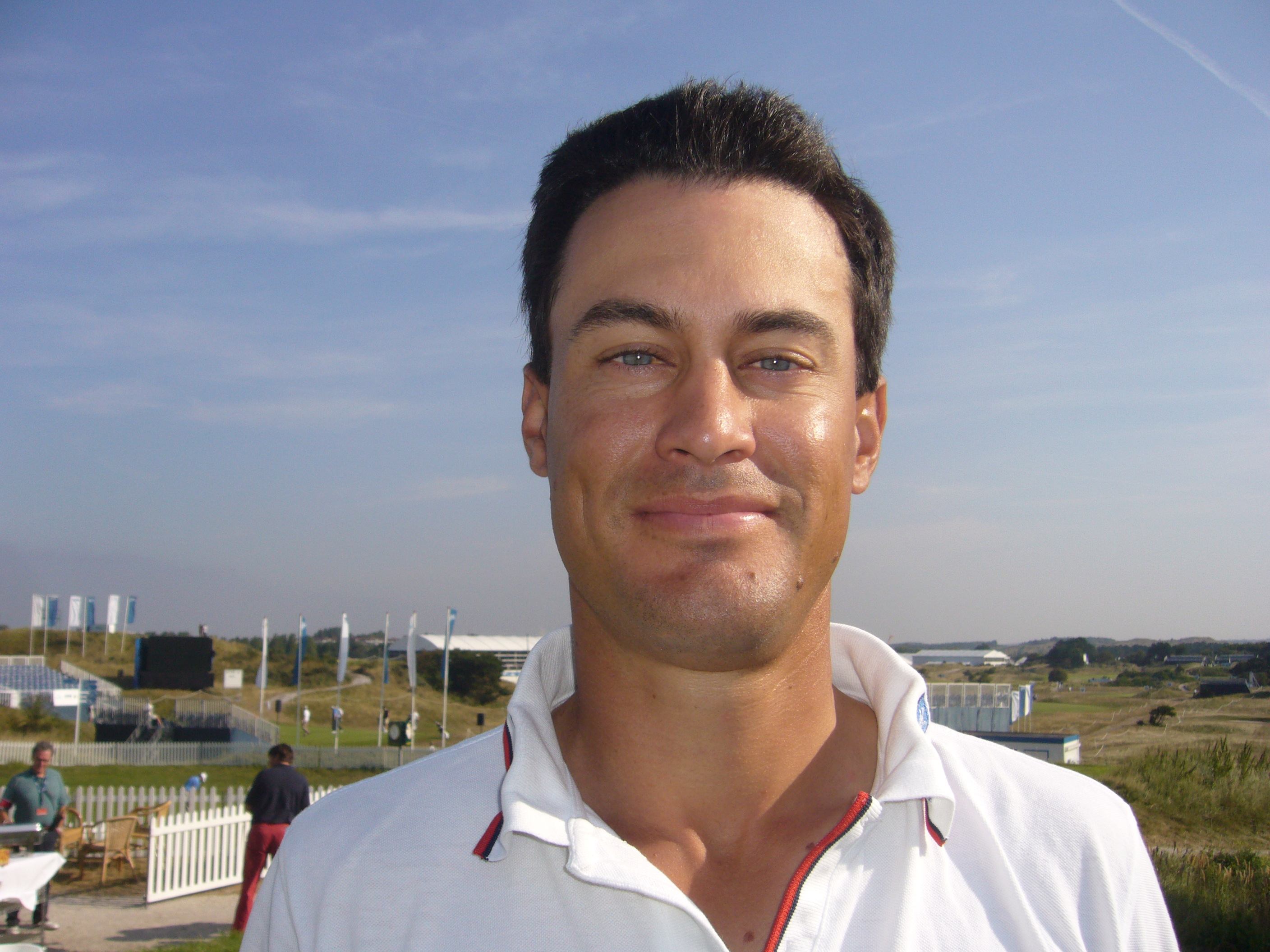
Inder van Weerelt

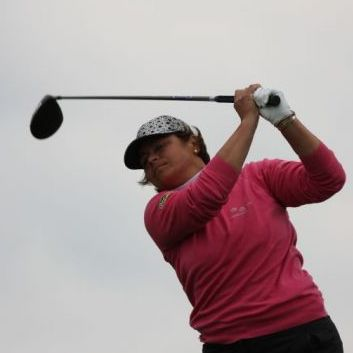
Mette Hageman

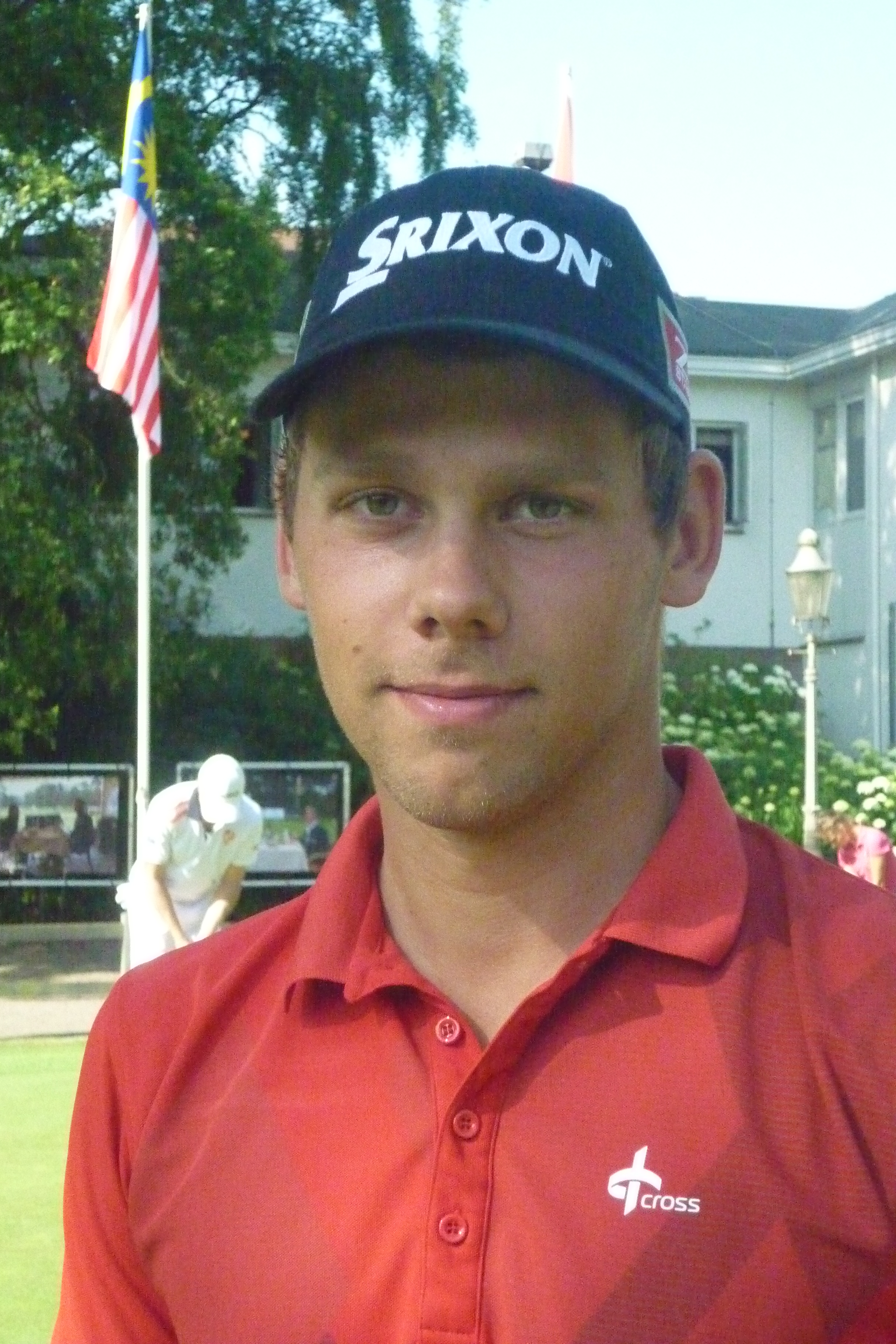
Rowin Caron

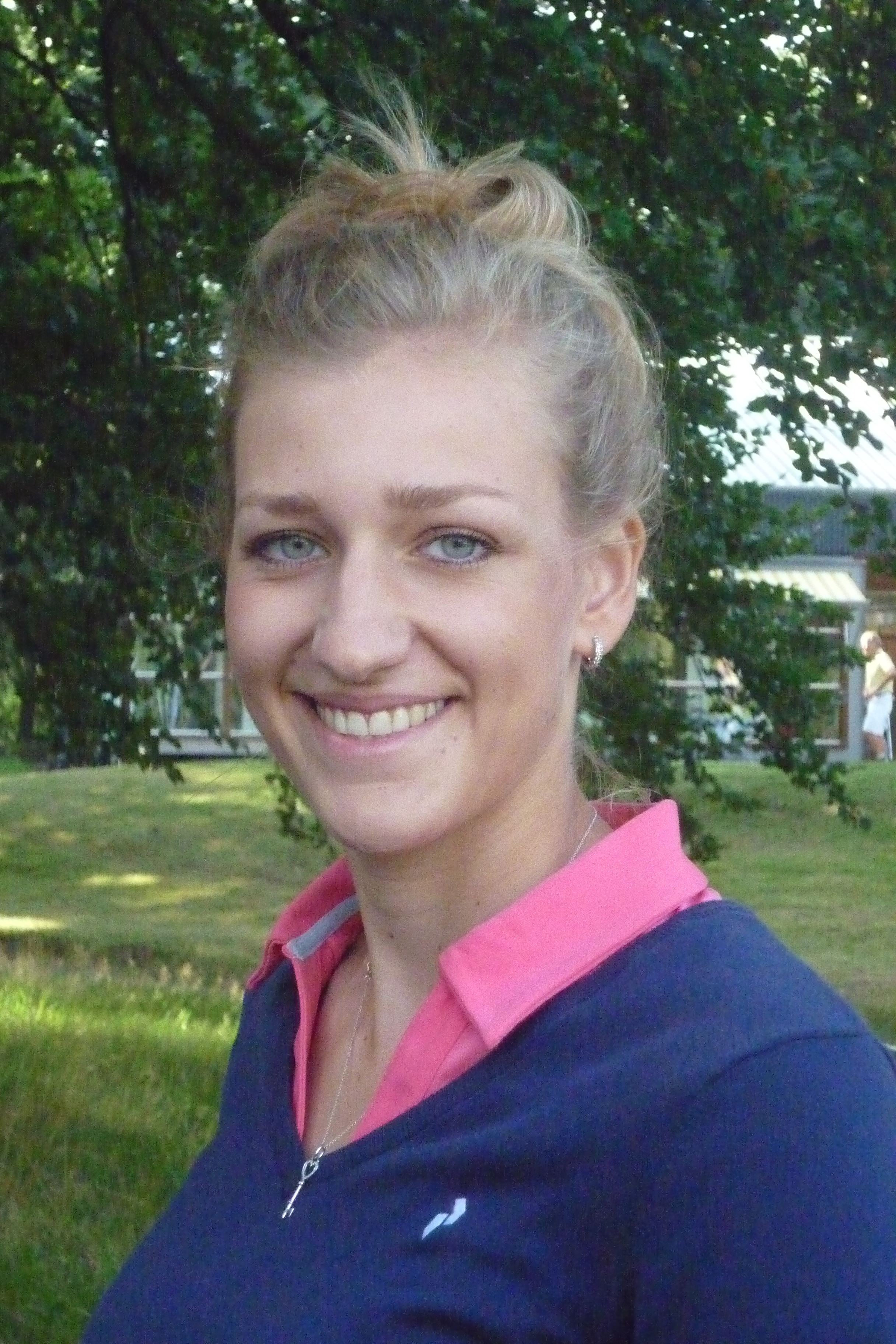
Tessa de Bruijn

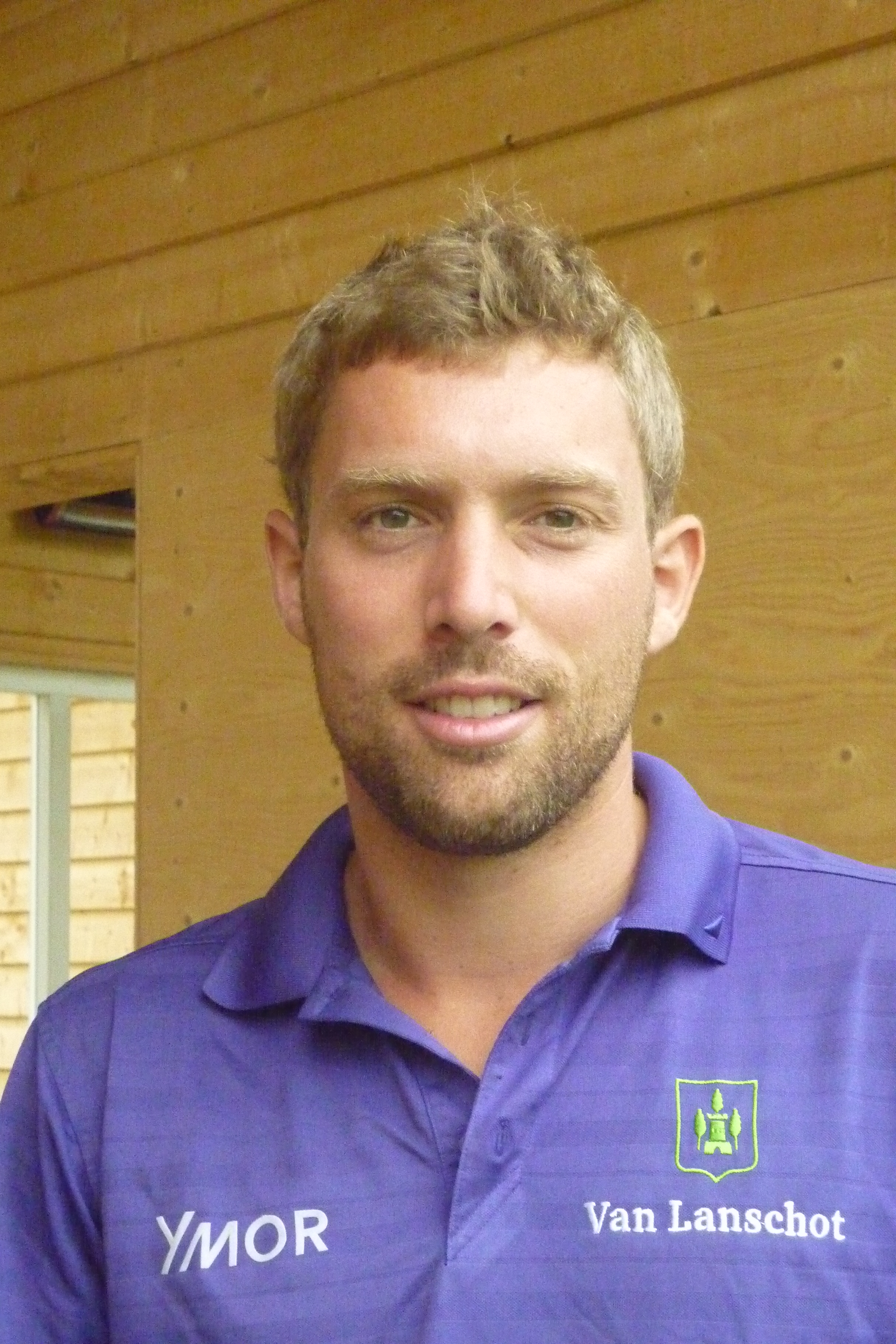
Floris de Vries

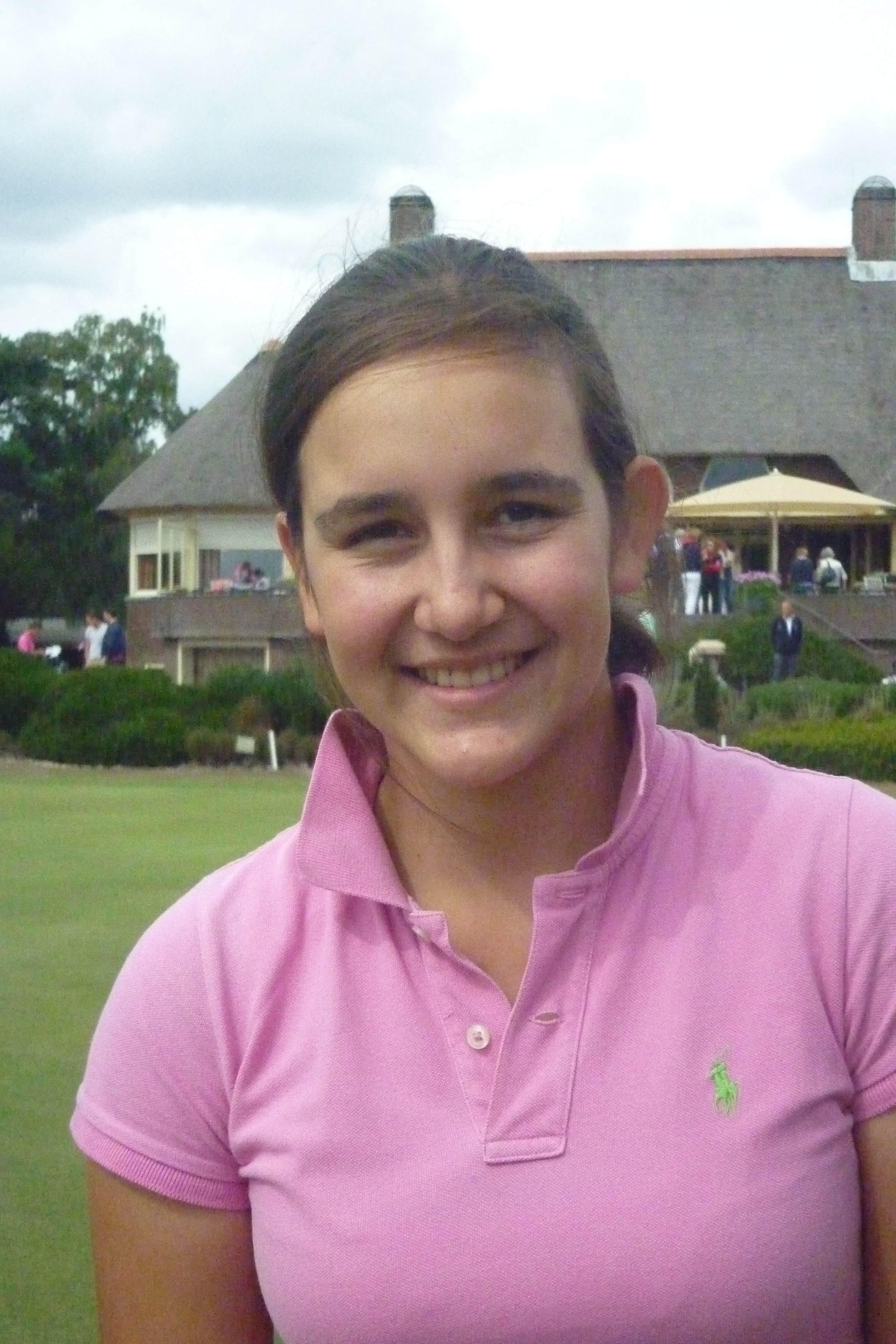
Dewi Weber

Vijftien heren speelden ronde 4 onder par. Ralph Miller deed een goede poging om zijn positie te verbeteren en maakte een ronde van 67, goed genoeg om naar de 2de plaats op te klimmen, maar niet goed genoeg om Inder van Weerelt in te halen.
Bij de dames won Dewi Weber (1996), mede doordat ze de beste dagronde maakte. Op de wereldranglijst zal ze nu in de top-500 komen, en op de Nederlandse ranking zal ze van de 3de naar de 2de plaats stijgen (Myrte Eikenaar is niet in te halen).
- Finale scores van de heren en dames

| HEREN die ten minste een ronde onder par speelden | HEREN die ten minste een ronde onder par speelden | HEREN die ten minste een ronde onder par speelden | HEREN die ten minste een ronde onder par speelden | HEREN die ten minste een ronde onder par speelden | HEREN die ten minste een ronde onder par speelden | HEREN die ten minste een ronde onder par speelden | HEREN die ten minste een ronde onder par speelden | HEREN die ten minste een ronde onder par speelden | HEREN die ten minste een ronde onder par speelden | HEREN die ten minste een ronde onder par speelden | HEREN die ten minste een ronde onder par speelden | HEREN die ten minste een ronde onder par speelden | HEREN die ten minste een ronde onder par speelden | HEREN die ten minste een ronde onder par speelden | HEREN die ten minste een ronde onder par speelden |
| Naam                                              | Score R1                                          | Score R1                                          | Nr                                                | Score R2                                          | Score R2                                          | Totaal                                            | Nr                                                | Score R3                                          | Score R3                                          | Totaal                                            | Nr                                                | Score R4                                          | Score R4                                          | Totaal                                            | Nr                                                |
| ------------------------------------------------- | ------------------------------------------------- | ------------------------------------------------- | ------------------------------------------------- | ------------------------------------------------- | ------------------------------------------------- | ------------------------------------------------- | ------------------------------------------------- | ------------------------------------------------- | ------------------------------------------------- | ------------------------------------------------- | ------------------------------------------------- | ------------------------------------------------- | ------------------------------------------------- | ------------------------------------------------- | ------------------------------------------------- |
| Inder van Weerelt                                 | 68                                                | −3                                                | T4                                                | 66                                                | −5                                                | −8                                                | 2                                                 | 66                                                | −5                                                | −13                                               | 1                                                 | 72                                                | +1                                                | −12                                               | 1                                                 |
| Ralph Miller                                      | 67                                                | −4                                                | 3                                                 | 72                                                | +1                                                | −3                                                | 6                                                 | 68                                                | −3                                                | −6                                                | 4                                                 | 67                                                | −4                                                | −10                                               | 2                                                 |
| Rowin Caron (Am)                                  | 69                                                | −2                                                | T8                                                | 67                                                | −4                                                | −6                                                | 3                                                 | 69                                                | −2                                                | −8                                                | 3                                                 | 72                                                | +1                                                | −7                                                | T3                                                |
| Michael Kraaij (Am)                               | 68                                                | −3                                                | T4                                                | 70                                                | −1                                                | −4                                                | T4                                                | 71                                                | par                                               | −4                                                | T5                                                | 68                                                | −3                                                | −7                                                | T3                                                |
| Robbie van West (Am)                              | 65                                                | −6                                                | T1                                                | 67                                                | −4                                                | −10                                               | 1                                                 | 70                                                | −1                                                | −11                                               | 2                                                 | 76                                                | +5                                                | −6                                                | T5                                                |
| Robin Swane                                       | 69                                                | −2                                                | T8                                                | 73                                                | +2                                                | par                                               | T13                                               | 69                                                | −2                                                | −2                                                | T8                                                | 67                                                | −4                                                | −6                                                | T5                                                |
| Lars van Meijel (Am)                              | 65                                                | −6                                                | T1                                                | 73                                                | +2                                                | −4                                                | T4                                                | 71                                                | par                                               | −4                                                | T5                                                | 71                                                | par                                               | −4                                                | T7                                                |
| Floris de Haas                                    | 68                                                | −3                                                | T4                                                | 73                                                | +2                                                | −1                                                | T7                                                | 69                                                | −2                                                | −3                                                | 7                                                 | 70                                                | −1                                                | −4                                                | T7                                                |
| Darius van Driel (Am)                             | 72                                                | +1                                                | T23                                               | 69                                                | −2                                                | −1                                                | T7                                                | 70                                                | −1                                                | −2                                                | T8                                                | 70                                                | −1                                                | −3                                                | T9                                                |
| John Boerdonk                                     | 71                                                | par                                               | T12                                               | 70                                                | −1                                                | −1                                                | T7                                                | 72                                                | +1                                                | par                                               | T10                                               | 68                                                | −3                                                | −3                                                | T9                                                |
| Ronald Stokman                                    | 71                                                | par                                               | T12                                               | 70                                                | −1                                                | −1                                                | T7                                                | 72                                                | +1                                                | par                                               | T10                                               | 69                                                | −2                                                | −2                                                | 11                                                |
| David van den Dungen (Am)                         | 71                                                | par                                               | T12                                               | 70                                                | −1                                                | −1                                                | T7                                                | 73                                                | +2                                                | +1                                                | 13                                                | 71                                                | par                                               | +1                                                | 12                                                |
| Ben Collier                                       | 71                                                | par                                               | T12                                               | 72                                                | +1                                                | +1                                                | T15                                               | 74                                                | +3                                                | +4                                                | T16                                               | 70                                                | −1                                                | +3                                                | T13                                               |
| Robbert van Helden (Am)                           | 71                                                | par                                               | T12                                               | 72                                                | +1                                                | +1                                                | T15                                               | 70                                                | −1                                                | par                                               | T10                                               | 74                                                | +3                                                | +3                                                | T13                                               |
| Guido van der Valk                                | 73                                                | +2                                                | 25                                                | 70                                                | −1                                                | +1                                                | T15                                               | 78                                                | +7                                                | +8                                                | T24                                               | 69                                                | −2                                                | +5                                                | T17                                               |
| Bernard Geelkerken (Am)                           | 68                                                | −3                                                | T4                                                | 74                                                | +3                                                | par                                               | T13                                               | 77                                                | +6                                                | +6                                                | T20                                               | 70                                                | −1                                                | +5                                                | T17                                               |
| Andrew Allen                                      | 74                                                | +3                                                | T34                                               | 71                                                | par                                               | +3                                                | T15                                               | 70                                                | −1                                                | +2                                                | 14                                                | 75                                                | +4                                                | +6                                                | 19                                                |
| Reinier Saxton                                    | 73                                                | +2                                                | T25                                               | 74                                                | +3                                                | +5                                                | T28                                               | 69                                                | −2                                                | +3                                                | 15                                                | 75                                                | +4                                                | +7                                                | T20                                               |
| George Gleichman                                  | 75                                                | +4                                                | T39                                               | 70                                                | −1                                                | +3                                                | T15                                               | 72                                                | +1                                                | +4                                                | T16                                               | 74                                                | +3                                                | +7                                                | T20                                               |
| Edward de Jong                                    | 70                                                | −1                                                | 11                                                | 73                                                | +2                                                | +1                                                | T15                                               | 78                                                | +7                                                | +8                                                | T24                                               | 70                                                | −1                                                | +7                                                | T20                                               |
| Frank van Hoof                                    | 73                                                | +2                                                | T25                                               | 73                                                | +2                                                | +4                                                | T19                                               | 75                                                | +4                                                | +8                                                | T24                                               | 70                                                | −1                                                | +7                                                | T20                                               |
| Dylan Boshart (Am)                                | 69                                                | −2                                                | T8                                                | 72                                                | +1                                                | −1                                                | T7                                                | 77                                                | +6                                                | +5                                                | 19                                                | 74                                                | +3                                                | +8                                                | 24                                                |
| Sem Westdijk                                      | 72                                                | +1                                                | T23                                               | 70                                                | −1                                                | par                                               | T13                                               | 82                                                | +11                                               | +11                                               | T36                                               | 72                                                | +1                                                | +12                                               | T30                                               |
| DAMES die in de top-5 stonden                     |                                                   |                                                   |                                                   |                                                   |                                                   |                                                   |                                                   |                                                   |                                                   |                                                   |                                                   |                                                   |                                                   |                                                   |                                                   |
| Naam                                              | Score R1                                          | Score R1                                          | Nr                                                | Score R2                                          | Score R2                                          | Totaal                                            | Nr                                                | Score R3                                          | Score R3                                          | Totaal                                            | Nr                                                | Score R4                                          | Score R4                                          | Totaal                                            | Nr                                                |
| Dewi Weber (Am)                                   | 75                                                | +4                                                | T5                                                | 74                                                | +3                                                | +7                                                | 3                                                 | 69                                                | −2                                                | +5                                                | 1                                                 | 73                                                | +2                                                | +7                                                | 1                                                 |
| Myrte Eikenaar (Am)                               | 74                                                | +3                                                | T3                                                | 76                                                | +5                                                | +8                                                | T4                                                | 70                                                | −1                                                | +7                                                | 2                                                 | 75                                                | +4                                                | +11                                               | 2                                                 |
| Britt Steeghs (Am)                                | 76                                                | +5                                                | T6                                                | 72                                                | +1                                                | +6                                                | T1                                                | 75                                                | +4                                                | +10                                               | T3                                                | 74                                                | +3                                                | +13                                               | 3                                                 |
| Joyce Chong (Am)                                  | 76                                                | +5                                                | T6                                                | 74                                                | +3                                                | +8                                                | T4                                                | 77                                                | +6                                                | +14                                               | T                                                 | 75                                                | +4                                                | +18                                               | 4                                                 |
| Tessa de Bruijn (Am)                              | 78                                                | +7                                                | 13                                                | 77                                                | +6                                                | +13                                               | T9                                                | 70                                                | −1                                                | +12                                               | 5                                                 | 78                                                | +7                                                | +19                                               | 5                                                 |
| Charlotte Puts (Am)                               | 75                                                | +4                                                | 5                                                 | 73                                                | +2                                                | +6                                                | T1                                                | 75                                                | +4                                                | +10                                               | T3                                                | 81                                                | +10                                               | +20                                               | 6                                                 |
| Mette Hageman                                     | 74                                                | +3                                                | T3                                                | 76                                                | +5                                                | +8                                                | T4                                                | 78                                                | +7                                                | +15                                               | 8                                                 | 77                                                | +6                                                | +21                                               | 7                                                 |
| Roos Haarman (Am)                                 | 73                                                | +2                                                | T1                                                | 77                                                | +6                                                | +8                                                | T4                                                | 77                                                | +6                                                | +14                                               | T6                                                | 81                                                | +10                                               | +24                                               | T8                                                |
| Zhen Bontan (Am)                                  | 73                                                | +2                                                | T1                                                | 82                                                | +11                                               | +13                                               | T9                                                | 76                                                | +5                                                | +18                                               | T9                                                | 77                                                | +6                                                | +24                                               | T8                                                |

| Leider |  | Toernooirecord |  | MC = missed cut = cut gemist |  | DQ = disqualified |

## Spelers
De top-40 van de Order of Merit van 2012 plus spelers die zich op speciale toernooien gekwalificeerd hebben. Zowel op Maastricht (22 juli) als op het Rijk van Nijmegen (5 augustus) werd om zeven plaatsen gespeeld.
| Professionals (58) - Andrew Allen - Geert-Jan Bakker - Andy Balsing - Hayo Bensdorp - Bonne Blaauw - Rinus van Blankers - John Boerdonk - Kevin Broekhuis - Ben Collier (2011) - Celso Cyrus - Edwin Derksen - Jan Dorrestein - Stefan Dijkema - Johan Eerdmans - George Gleichman - Kars Gresel - Floris de Haas - Jan-Willem van Hoof - Edward de Jong - Florus Josten - Jules Kappen - Gerald Komduur - Gijs Kras - Wilfred Lemmens - Gust Maes - Sven Maurits - Thomas Merkx - Jeffrey Meijer - Ralph Miller | - Lawrence Moger - Tammo Murris - Jan Maarten Nijhoff - Nicolas Nubé - Duane Peeters - Mark Reynolds - Alain Ruiz Fonhof - Xavier Ruiz Fonhof - Reinier Saxton - Bas Scheepens - Raymond Scheffer - Ramon Schilperoord - Brian Schutz - Eduard Schwarz - Andrew Scullion - Tjeerd Staal - Tom Stam - Joost Steenkamer - Arjan Stokman - Ronald Stokman - Robin Swane (2007) - Joes van Uden - Hiddo Uhlenbeck - Guido van der Valk - Ricardo van den Venn - Michael Versteege - Floris de Vries - Inder van Weerelt - Gerben Wijnstra | Amateurs (40) - Max Albertus - Dario Antonisse - Philip Bootsma - Maarten Bosch - Dylan Boshart - Martijn Broeren - Rowin Caron - Darius van Driel - Aaron van den Dungen - David van den Dungen - Berend den Engelsman - Bernard Geelkerken - Axel Geers - Giesbert Hommers - Florian de Groot - Robbert van Helden - Jim de Heij - Frank van Hoof - Martijn Horters - Laurens Jansen | - Lars Keunen - Stan Kraai - Michael Kraaij - Jeroen Krietemeijer - Peter Melching - Lars van Meijel - Maarten van Mourik - Severiano Prins - Rilan van Opstal - Kevin Reints - Mitchell Schoorl - Simon Simonse - Ruben van Uden - Vince van Veen - Rob van de Vin - Lars van der Voort - Robbie van West - Sem Westdijk - Iskander Woldinga - Jelle Zaanen |

## Speelsters
| Professionals (12) - Christel van Bergen Walraven - Marcella van der Bom - Sandra Eggermont - Edith Eijkemans - Annemieke de Goederen - Mette Hageman - Corina de Jong - Christel Koster - Marcella Neggers - Monique Paulus - Cora van Rongen - Marieke Zelmann | Amateurs (21) - Noëlle Beijer - Zhen Bontan - Tessa de Bruijn - Joyce Chong - Annemiek Dompeling - Myrte Eikenaar (won NK 2013) - Roos Haarman - Mayka Hoogeboom - Lianne Jansen - Nane Lagerwey | - Romy Meekers - Michelle Naafs - Charlotte Puts - Marilène Puts - Varin Schilperoord - Floor Sinke - Amber Somers - Britt Steeghs - Lisette Vos - Dewi Weber - Boudewien Westra |